# Effetto bouba/kiki

Quest'immagine è usata come test per dimostrare che le persone non possono associare arbitrariamente i suoni alle forme: gli studenti universitari statunitensi e gli indiani di lingua tamil chiamavano la forma a sinistra "kiki" e quella a destra "bouba".

L'effetto bouba/kiki è una mappatura non arbitraria tra i suoni vocali e la forma visiva degli oggetti. Questo effetto fu osservato per la prima volta dallo psicologo tedesco-americano Wolfgang Köhler nel 1929. In esperimenti psicologici condotti per la prima volta sull'isola di Tenerife (dove la lingua principale è lo spagnolo), Köhler mostrò forme simili a quelle mostrate a destra e chiese ai partecipanti quale forma fosse chiamata "takete" e quale fosse chiamata "baluba" ("maluma" nella versione del 1947). Sebbene non esplicitamente dichiarato, Köhler sottintende che vi era una forte preferenza per accoppiare la forma frastagliata con "takete" e la forma arrotondata con "baluba".
L'esperimento viene spesso confuso con l'analogo Takete e Maluma che usa le stesse immagini.
Nel 2001, Vilayanur S. Ramachandran ed Edward Hubbard hanno ripetuto l'esperimento di Köhler usando le parole "kiki" e "bouba" e hanno chiesto agli studenti universitari americani e agli indiani di lingua tamil "Quale di queste forme è bouba e quale è kiki?". In entrambi i gruppi, dal 95% al 98% ha selezionato la forma arrotondata come "bouba" e quella frastagliata come "kiki", suggerendo che il cervello umano in qualche modo attribuisce significati astratti alle forme e ai suoni in modo coerente. Il lavoro di Daphne Maurer e colleghi mostra che anche i bambini di 2 anni e mezzo possono mostrare questo effetto.
È stato anche dimostrato che l'effetto emerge quando le parole da abbinare sono nomi esistenti, suggerendo che una certa familiarità con gli stimoli linguistici non elimina l'effetto. Uno studio ha dimostrato che gli individui abbinano nomi come "Molly" con sagome rotonde e nomi come "Kate" con sagome frastagliate. Inoltre, gli individui associeranno tratti di personalità differenti con entrambi i gruppi di nomi (ad esempio, l'accomodazione con "nomi rotondi", la determinazione con "nomi acuti"). Ciò potrebbe suggerire un ruolo dei concetti astratti nell'effetto.
Ramachandran e Hubbard suggeriscono che l'effetto bouba/kiki ha implicazioni per l'evoluzione del linguaggio, perché suggerisce che la denominazione degli oggetti non è completamente arbitraria. La forma arrotondata può essere più comunemente chiamata "bouba" perché la bocca prende una forma più arrotondata per produrre quel suono mentre è necessaria una forma della bocca più tesa e angolare per rendere il suono "kiki". In alternativa, la distinzione può essere tra le consonanti coronali o dorsali come /k/ e le consonanti labiali come /b/. Inoltre, è stato dimostrato che non sono solo le diverse consonanti (ad es., sorde o vocali) e le diverse qualità delle vocali (ad esempio /a/ contro /i/) che svolgono un ruolo nell'effetto, ma anche la quantità di vocale (vocali lunghe o brevi). In uno studio, i partecipanti hanno valutato parole contenenti vocali lunghe per riferirsi a oggetti più lunghi e vocali corte a oggetti corti. La presenza di queste "mappature simili alla sinestesia" suggerisce che questo effetto potrebbe essere la base neurologica per la fonosemantica, in cui i suoni sono mappati non arbitrariamente a oggetti ed eventi nel mondo.
Più recentemente, la ricerca ha indicato che l'effetto potrebbe essere un caso di ideastesia. L'ideastesia (spettroscopia di spelling alternativo) è definita come un fenomeno in cui le attivazioni di concetti (induttori) evocano esperienze simili alla percezione (concomitanti). Il nome compone dal greco idea e aisthesis, che significa "concetti sensoriali" o "idee sensoriali", e fu introdotto da Danko Nikolić.
Le persone con autismo non mostrano una preferenza così forte. Gli individui senza autismo concordano con il risultato standard l'88% delle volte, mentre gli individui con autismo concordano solo il 56% delle volte.